# 콜 더 미드와이프
《콜 더 미드와이프》(영어: Call the Midwife)는 2012년부터 현재까지 BBC One에서 방영 중인 드라마이다.